# Фролова, Яна Сергеевна
Яна Сергеевна Фролова (13 июля 2001) — российская футболистка, полузащитница.

## Биография
Воспитанница СШОР № 10 г. Уфы, тренеры — Рашитова Альбина Минулловна, Чернова Наталья Георгиевна. С 2016 года выступала за «Уфу» в первом дивизионе России.
В 2019 году перешла в ижевское «Торпедо». Дебютный матч в высшем дивизионе России сыграла 21 апреля 2019 года против московского ЦСКА, вышла в стартовом составе и отыграла первые 35 минут. Всего за сезон приняла участие в 7 матчах высшей лиги и трёх играх Кубка России. В конце сезона получила травму, а её команда, испытывавшая финансовые трудности и нехватку игроков, снялась с турнира за два тура до финиша.
О дальнейших выступлениях сведений нет.